# Rafael Urdaneta (Valmore Rodríguez)
Pour les articles homonymes, voir Urdaneta.
Rafael Urdaneta est l'une des trois paroisses civiles de la municipalité de Valmore Rodríguez dans l'État de Zulia au Venezuela. Sa capitale est Bachaquero.